# 大卫·A·雷尔曼
大卫·A·雷尔曼（英語：David Arnold Relman）是一位美国微生物学家，斯坦福大学医学院教授，主要研究方向为人类微生物组和微生物生态系统，他是使用宏基因组测序方法的先驱，来研究病原体和宿主基因组的关系。